# American Journal of Physiology - Heart and Circulatory Physiology
American journal of physiology Heart and circulatory physiology is een internationaal peer-reviewed wetenschappelijk tijdschrift op het gebied van de fysiologie van het hart. Het wordt uitgegeven door de American Physiological Society, een beroepsvereniging van fysiologen. Het is een sub-tijdschrift van het in 1898 opgerichte American Journal of Physiology.